# Zamek Meersburg
Zamek Meersburg (niem. Burg Meersburg) – zamek w mieście Meersburg, nad Jeziorem Bodeńskim w Niemczech. Ze względu na fakt, że zbudowano go w VII w. uchodzi za najstarszy zamieszkały zamek w Niemczech, choć z pierwotnej budowli niewiele pozostało. Lokalnie nazywany jest Starym Zamkiem (Alte Burg) w odróżnieniu od zbudowanego w XVIII w. w pobliżu Nowego Zamku. Zamek Meersburg powstał na zboczu położonego w bezpośrednim sąsiedztwie Jeziora Bodeńskiego wzgórza na wysokości 440 m n.p.m. Swoje ostatnie lata życia spędziła tutaj niemiecka pisarka i poetka Annette von Droste-Hülshoff. Zwiedzanie zamku obejmuje ponad 30 pomieszczeń z zabytkowym wyposażeniem.